# Mineralölunternehmen

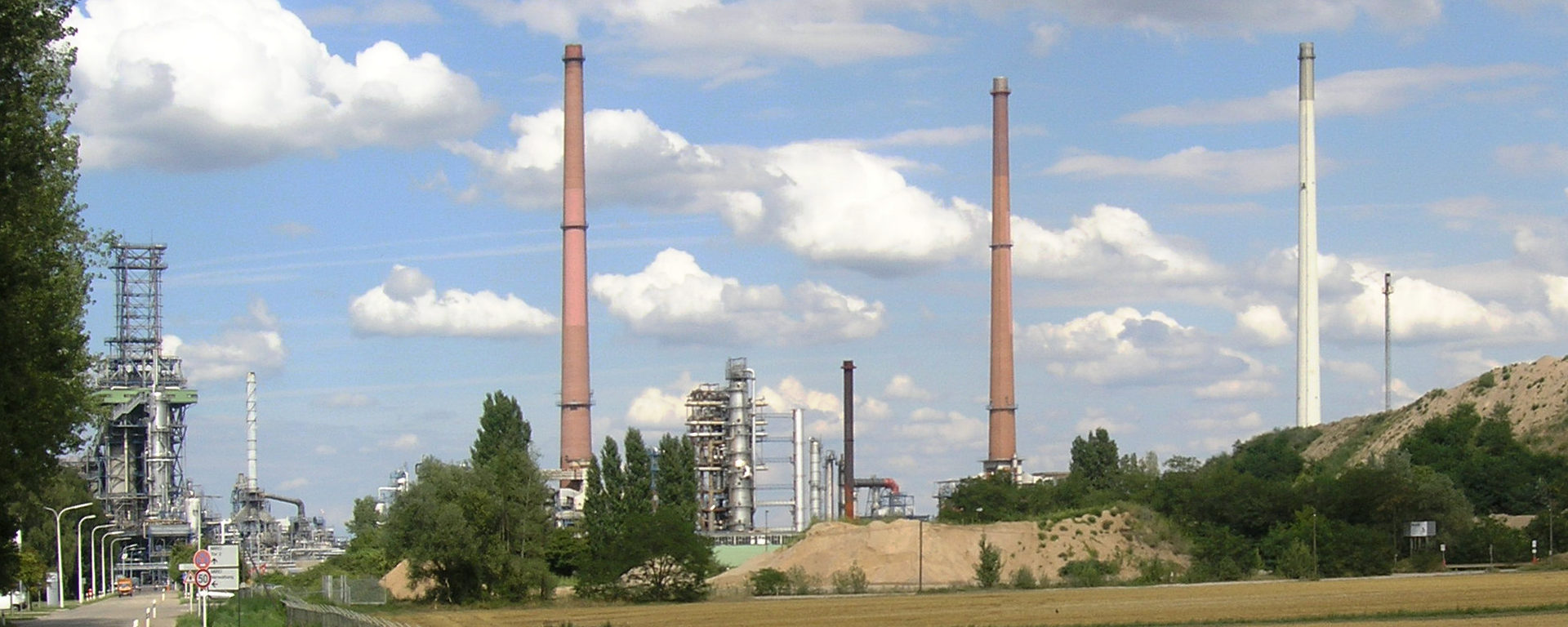
MiRO Karlsruhe, gemeinsame Erdölraffinerie mehrerer Unternehmen

Mineralölunternehmen (auch Mineralölgesellschaften) sind Konzerne, die in der Förderung, der Veredelung und dem Vertrieb von Mineralöl bzw. Erdöl und Erdöl-Produkten tätig sind.
Die großen, international tätigen Ölkonzerne werden oft auch als Ölmulti  oder Big Oil bezeichnet, häufig in kritischer Auseinandersetzung mit ihrem Verhalten gegenüber Arbeitnehmern, Fragen des Umweltschutzes und der Globalisierung.

## Wirtschaftliche Bedeutung
Erdöl ist einer der wichtigsten und meistverwendeten Rohstoffe, insbesondere als Rohstoff in der Chemieindustrie, als Treibstoff im Transport und als Brennstoff in der Wärmeerzeugung. Dank dem enormen Stellenwert des Erdöls bildet die Erdölindustrie den größten Wirtschaftszweig der Welt. Die Abhängigkeit der industrialisierten Staaten vom Erdöl verhilft der Erdölindustrie zu einer strategischen Machtposition. Mineralölkonzerne sind daher weltweit sehr einflussreich und haben eine starke Lobby, was von Nichtregierungsorganisationen (NGOs) oft kritisiert wird.
Über weite Strecken des 20. Jahrhunderts waren die Erdölmärkte von Kartellbildung und Oligopolisierung geprägt. So bildete sich nach dem Achnacarry-Abkommen 1928 ein Kartell führender Ölkonzerne, die sog. „Sieben Schwestern“. Dieses Kartell erlangte besonders in den 1950er Jahren eine beherrschende Stellung auf dem Weltmarkt.
Grundsätzlich lassen sich Mineralölunternehmen in zwei Gruppen aufteilen, die privaten, börsennotierten Konzerne und die staatlich kontrollierten Erdölfördergesellschaften. Während in den USA und in Großbritannien die Mineralölunternehmen traditionell schon immer private, börsennotierte Konzerne waren, waren diese in Kontinentaleuropa bis in die 1980er und 1990er Jahre meist unter staatlicher Kontrolle und wurden erst in den letzten 10 bis 20 Jahren größtenteils privatisiert. In praktisch sämtlichen erdölexportierenden Ländern hingegen stehen die Erdölfördergesellschaften unter staatlicher Kontrolle.
Der Anteil der westlichen Multis wie ExxonMobil, Royal Dutch Shell, BP, Chevron, TotalEnergies und ConocoPhillips an der weltweiten Ölförderung beträgt derzeit 15 Prozent. Den weitaus größten Anteil an der weltweiten Ölförderung haben die staatlich kontrollierten Unternehmen der erdölexportierenden Länder. So ist mit einer Fördermenge von 10,3 Millionen boe am Tag die staatliche Ölgesellschaft Saudi-Arabiens, Saudi Aramco, das größte Erdölunternehmen der Welt.
Nach einer 2022 publizierten Untersuchung, die Daten der Weltbank auswertete, erwirtschaftete die globale Erdöl- und Gasindustrie von 1970 bis 2020 einen Gewinn in Höhe von 52 Billionen US-Dollar. Dies entspricht etwa 2,8 Mrd. Dollar Gewinn pro Tag. 86 % dieser Summe stammten aus dem Erdölsektor.
Durch die in den letzten Jahren stark gestiegene Nachfrage nach Erdöl und Erdgas und die damit verbundenen starken Preissteigerungen konnten die Erdölkonzerne ihre Umsätze und ihre Gewinne erheblich steigern. Am Umsatz gemessen befinden sich unter den 20 größten börsennotierten Unternehmen der Welt gleich sieben Erdölkonzerne.
BP erzielte von 2011 bis 2014 einen Gewinn von mehr als 63 Milliarden Dollar. Insgesamt beliefen sich die Gewinne (nach Steuern) der vier Erdölkonzerne Shell, Exxon Mobil, BP und Chevron in demselben Zeitraum auf ca. 400 Milliarden Dollar (ca. 362 Milliarden Euro).

## Größte private Mineralölkonzerne
| Unternehmen       | Umsatz (2022) 1 2 in Mrd. USD | Gewinn (2022) 1 2 in Mrd. USD | Fördermenge (2022) 1 in Mio. boe pro Tag | Sichere Reserven (2022) 1 in Mrd. boe | Sitz                   |
| ----------------- | ----------------------------- | ----------------------------- | ---------------------------------------- | ------------------------------------- | ---------------------- |
| ExxonMobil        | 413,7                         | 55,7                          | 3,737                                    | 17,7                                  | Vereinigte Staaten     |
| Royal Dutch Shell | 386,2                         | 42,3                          | 2,864                                    | 9,6                                   | Vereinigtes Königreich |
| BP                | 248,9                         | 1,36                          | 2,438                                    | 7,2                                   | Vereinigtes Königreich |
| Chevron           | 246,3                         | 35,5                          | 2,999                                    | 11,2                                  | Vereinigte Staaten     |
| Total             | 281                           | 21                            | 2,765                                    | 10,2                                  | Frankreich             |
| ConocoPhillips    | 78,5                          | 18,7                          | 1,738                                    | 6,6                                   | Vereinigte Staaten     |
| Eni               | 132,5                         | 13,9                          | 1,610                                    | 6,6                                   | Italien                |

1 gemäß Geschäftsbericht der einzelnen Konzerne

2 für die Umsätze von Total und Eni gleicher Umrechnungskurs von 1,2888 wie von Shell in seinem Geschäftsbericht verwendet

## Staatliche Ölkonzerne (Auswahl)
Den Ölkonzernen in „privater“ Hand steht eine zunehmende Rolle mehrheitlich staatlich kontrollierter oder unter starkem staatlichem Einfluss stehenden gegenüber:
- Abu Dhabi National Oil Company (ADNOC, Vereinigte Arabische Emirate (VAE)), Sitz in Abu Dhabi im Hauptquartier ADNOC Headquarters, 2015 fertiggestellter 335 Meter hoher Wolkenkratzer;[4] weltweit Nr. 12 der Ölkonzerne (2023)[5]
- China National Petroleum Corporation (Fördermenge 3,5 Millionen boe pro Tag)
- Kuwait Petroleum Corporation (2,5 Mio.)
- Lukoil (Russland, 1,9 Mio.)
- Nigerian National Petroleum Corporation (2,3 Mio.)
- PEMEX (Mexiko, 3,7 Mio.)
- Petrobras (halbstaatlich, Brasilien, 2,0 Mio.)
- Petróleos de Venezuela (3,3 Mio.)
- Sicher bis März 2020 war über die Gesellschaft Rosneftegaz Russland Mehrheitseigner am nationalen Unternehmen Rosneft[6] (1,7 Mio.)
- Saudi Aramco (Saudi-Arabien, 10,3 Mio.)

## Kritik
Der UN-Generalsekretär António Guterres bezeichnete die Geschäftsmodelle der Ölindustrie 2023 aufgrund ihrer andauernden Rolle als Hauptverursacher der Klimakrise als „unvereinbar mit dem Überleben der Menschheit“. Einige Rechtswissenschaftler schlagen deshalb vor, einzelne Unternehmen künftig mit konkreten Anklagen wegen Mordes strafrechtlich zu verfolgen.
Insbesondere die amerikanischen Ölkonzerne galten und gelten als kritikwürdig: Die systematische Eliminierung der Straßenbahnen in den USA zum Beispiel geht mit auf ihr Konto, aber auch die Blockierung der Direkt-Auflade-Batterie für Elektrofahrzeuge durch den Aufkauf der bis 2014 gültigen Patente durch Chevron (damals Texaco).
Bei der Erdölförderung existieren ungelöste Umweltprobleme, deren Kosten jeweils erst dann nicht mehr der Allgemeinheit überantwortet werden, wenn sie überhaupt erst bekannt werden wie die kaum beachteten radioaktiven Abfälle der Erdölförderung. Im Gegensatz zu früheren Jahren müssen zwar die Konzerne für die Schäden einer Ölpest aufkommen, die Risiken der Förderung werden jedoch aufgrund des steigenden Aufwandes ebenfalls immer größer.